# Kaiserpokal 1963
Der Kaiserpokal 1963 war die 43. Austragung des Kaiserpokals, des höchsten japanischen Fußballpokalwettbewerbs. Sieger des Wettbewerbs waren die Waseda-Universität.

## Ergebnisse

### Viertelfinale
|                    | Ergebnis |                  |
| ------------------ | -------- | ---------------- |
| Sumitomo Rubber    | 2:1      | Chūō-Universität |
| Hitachi            | 1:1      | Yawata Steel     |
| Waseda-Universität | 2:1      | Toyo Industries  |

### Halbfinale
|                    | Ergebnis |                    |
| ------------------ | -------- | ------------------ |
| Sumitomo Rubber    | 0:4      | Hitachi            |
| Waseda-Universität | 2:1      | Kansai-Universität |

### Spiel um Platz 3
|                 | Ergebnis |                    |
| --------------- | -------- | ------------------ |
| Sumitomo Rubber | 2:3      | Kansai-Universität |

### Finale
|         | Ergebnis |                    |
| ------- | -------- | ------------------ |
| Hitachi | 0:3      | Waseda-Universität |